# Novo Lino
Novo Lino este un oraș în statul Alagoas (AL) din Brazilia.